# Miguel Hermoso
Miguel Hermoso (Granada, 9 de agosto de 1942) es un director de cine español.

## Trayectoria
Licenciado en Derecho, estudió la especialidad de Dirección en la Escuela Oficial de Cine de Madrid. Comenzó realizando documentales, anuncios y como auxiliar de dirección, hasta aprender el oficio y destacar como director tanto en cine como en televisión.
Es esposo de Elena Arnao Jalvo, directora de casting. Ambos tienen 3 hijos, Miguel Hermoso Arnao, que es actor y músico, Carola Hermoso Arnao y José María Hermoso Arnao.

## Largometrajes
- Lola (2007).
- La luz prodigiosa (2003).
- Fugitivas (2000).
- Como un relámpago (1997).
- Loco veneno (1988).
- Marbella, un golpe de cinco estrellas (1986).
- Truhanes (1983)

## Cortometrajes
- Vision of Europe (2003).
- Fórmula (1978).
- Tom el salvaje (1973).
- Ecuador africano (1970).
- Retrato de Camelia (1968).
- Ejercicio a doble escala (1966).

## Televisión
- Café con leche (1996).
- Truhanes (1993-1994).
- Tango (1992).
- La mujer oriental (1990).

## Premios
Medallas del Círculo de Escritores Cinematográficos
| Año  | Categoría         | Película | Resultado |
| ---- | ----------------- | -------- | --------- |
| 1983 | Mejor guion       | Truhanes | Ganador   |
| 1983 | Premio revelación | Truhanes | Ganador   |